# 张成伦
张成伦（1943年—），男，江苏沛县人，中华人民共和国政治人物，曾任中共辽宁省委统战部部长，辽宁省政协副主席，第八、九届全国政协委员。